# Румски срез
Румски срез (мађ. Ópazovai járás; хрв. Rumski kotar) је био административна јединица у Срему од 1849. до 1955. године. Настао је у време Аустроугарске, стварањем Војводства Србија и Тамишки Банат, када је територија Срема, која је припала Војводству подељена на Румски и Илочки срез. Обухватао је тада 38 места и имао преко 60.000 становника.
Укидањем Војводства, укључен је у Сремску жупанију, која је била део Краљевине Хрватске и Славоније, односно Краљевине Угарске. После Првог светског рата, ушао је у састав тада формиране Краљевине Срба, Хрвата и Словенаца. Године 1922. приликом територијалне реорганизације Краљевине СХС, када су укинуте жупаније, укључен је у новоформирану Сремску област, а 1929. приликом поделе Краљевине Југославије на бановине у састав Дунавске бановине.
Након окупације Југославије, постао је део усташке Независне Државе Хрватске (НДХ), где се од јуна 1941. налазио у саству Велике жупе Вука.
После ослобођења Југославије, 1945. Румски срез је постао део тада формиране Аутономне Покрајине Војводине, која се налазила у саставу Народне Републике Србије. Постојао је до 1955. када је услед постепеног укидања срезова у Војводини, његова територија укључена у састав Сремскомитровачког среза, тада јединог среза у Срему. Године 1960. срезови су укинути као административне јединице у АП Војводини, а на територији некадашњег Румског среза формиране су општине — Рума и Пећинци.

## Насељена места
Седиште Румског среза налазило се у Руми, а срез је обухватао и више околних насеља. Територија среза је временом мењана, па је мењан и број места које је обухватао.

### Аустроугарска
Године 1856. Румски срез је обухватао следећа места:
1. Беочин
2. Бешеново (са манастиром)
3. Буђановци
4. Брестач
5. Велика Ремета
6. Велики Радинци
7. Вогањ
8. Гргетег (са манастиром)
9. Гргуревци
10. Добринци
11. Инђија
12. Ириг
13. Јазак (са манастиром)
14. Краљевци
15. Крушедол (са манастиром)
16. Лединци
17. Лежимир
18. Мала Ремета
19. Мали Радинци
20. Манђелос
21. Марадик
22. Нерадин
23. Павловци
24. Петровци
25. Путинци
26. Раковац
27. Ривица
28. Рума
29. Сибач
30. Стејановци
31. Суботиште
32. Шатринци
33. Шишатовац
34. Шуљам

Према Попису становништва из 1890. срез је обухватао 15 места са 35.699 становника:
1. Брестач
2. Буђановци
3. Добринци
4. Велики Радинци
5. Грабовци
6. Гргуревци
7. Инђија
8. Јарак
9. Кленак
10. Краљевци
11. Никинци
12. Платичево
13. Путинци
14. Рума
15. Хртковци

Према Попису становништва из 1910. срез је обухватао 23 места:
1. Брестач
2. Буђановци
3. Велики Радинци
4. Витојевци
5. Вогањ
6. Грабовци
7. Добринци
8. Доњи Товарник
9. Доњи Петровци
10. Инђија
11. Кленак
12. Краљевци
13. Мали Радинци
14. Љуково
15. Никинци
16. Огар
17. Плтичево
18. Путинци
19. Рума
20. Сибач
21. Стејановци
22. Суботиште
23. Хртковци

### Краљевина Југославија
Према Попису становништва из 1931. Румски срез се налазио у Дунавској бановини и обухватао је 22 насеља са 57.645 становника:
1. Брестач
2. Буђановци
3. Велики Радинци
4. Вогањ
5. Добринци
6. Доњи Петровци
7. Доњи Товарник
8. Грабовци
9. Инђија
10. Кленак
11. Краљевци
12. Никинци
13. Огар
14. Пећинци
15. Платичево
16. Попинци
17. Прхово
18. Путинци
19. Рума
20. Стејановци
21. Суботиште
22. Хртковци

### ФНР Југославија
Према Попису становништва из 1953. Румски срез се налазио у АП Војводини и обухватао је 33 насеља са 62.647 становника:
1. Бешеново
2. Брестач
3. Буђановци
4. Витојевци
5. Вогањ
6. Врдник
7. Грабовци
8. Добринци
9. Доњи Петровци
10. Доњи Товарник
11. Жарковац
12. Ириг
13. Јазак
14. Кленак
15. Краљевци
16. Крушедол Село
17. Крушедолски Прњавор
18. Мала Ремета
19. Нерадин
20. Никинци
21. Огар
22. Павловци
23. Пећинци
24. Платичево
25. Прхово
26. Путинци
27. Ривица
28. Рума
29. Сибач
30. Стејановци
31. Суботиште
32. Хртковци
33. Шатринци